# Sahnicythere
Sahnicythere is een geslacht van kreeftachtigen uit de klasse van de Ostracoda (mosselkreeftjes).

## Soorten
- Sahnicythere marocensis Athersuch, 1982
- Sahnicythere retroflexa (Klie, 1936) Athersuch, 1982